# 390
| 390                |
| ------------------ |
| Dødsfald - Fødsler |
|                    |

| Gregoriansk kalender | 390 CCCXC               |
| Ab urbe condita      | 1143                    |
| Armensk kalender     | I/T                     |
| Kinesiske kalender   | 3086 – 3087 己丑 – 庚寅 |
| Etiopisk kalender    | 382 – 383               |
| Jødisk kalender      | 4150 – 4151             |
| Hindukalendere       |                         |
| - Vikram Samvat      | 445 – 446               |
| - Shaka Samvat       | 312 – 313               |
| - Kali Yuga          | 3491 – 3492             |
| Iransk kalender      | 232 BP – 231 BP         |
| Islamisk kalender    | 239 BH – 238 BH         |

Se også 390 (tal)